# Oberpleichfeld
Oberpleichfeld è un comune tedesco di 1 089 abitanti, situato nel land della Baviera.